# Jean-Claude Larchet

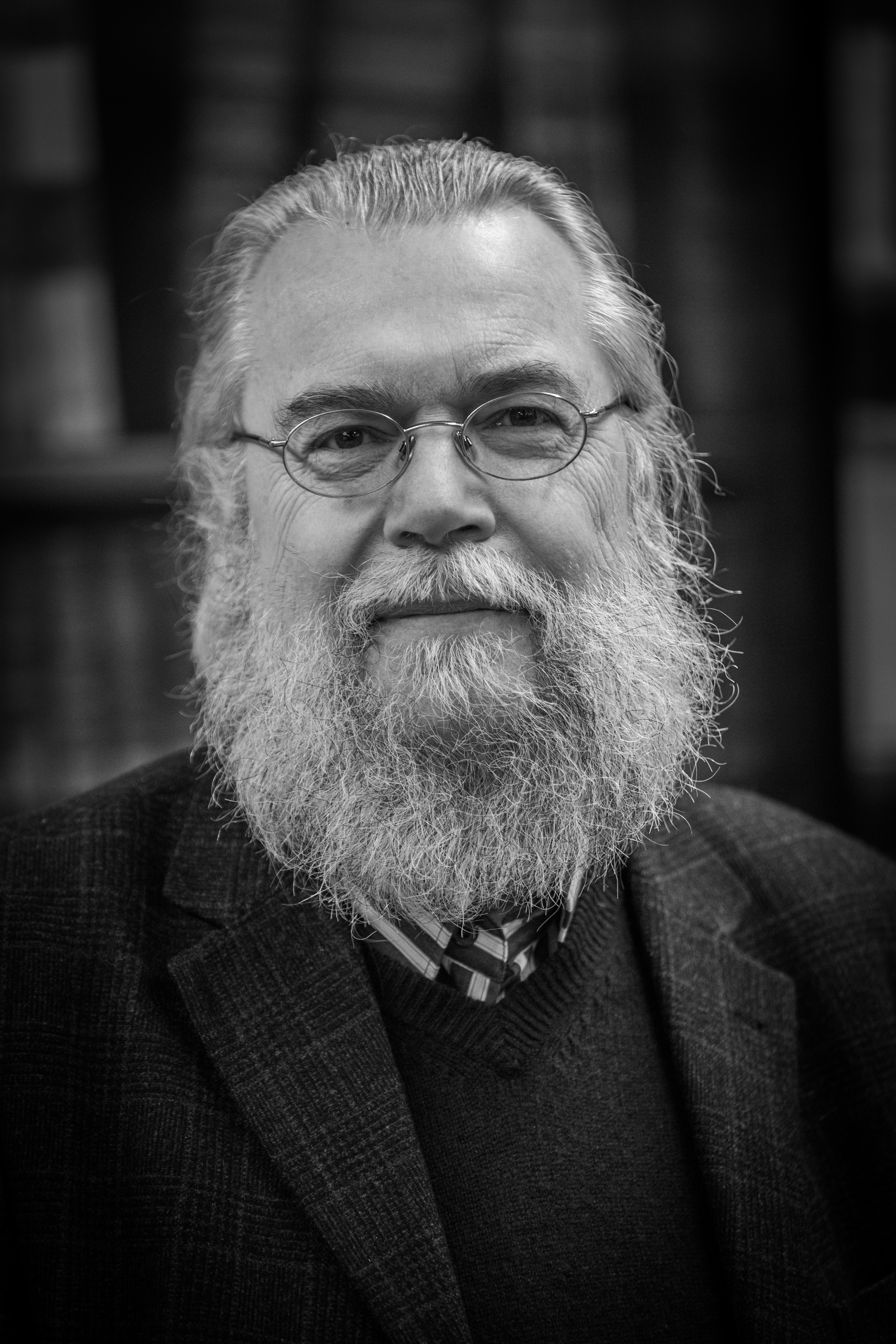
Jean-Claude Larchet (2015)

Jean-Claude Larchet (* 9. August 1949 in Badonviller) ist ein französischer orthodoxer Theologe und Patrologe.
Larchet wurde 1949 in eine katholische Familie geboren und wurde zunächst praktizierender Katholik. Während seines Philosophiestudiums konvertierte er mit 23 Jahren zum orthodoxen Christentum. Im Jahr 1987 promovierte (Dr. phil.) er an der Poincaré-Universität in Nancy und ein weiteres Mal 1994 an der Universität Straßburg (Dr. theol). Er verfasste über 30 Bücher. Dabei beschäftigte er sich am ausführlichsten mit dem Begriff der Krankheit aus christlich-orthodoxer Perspektive sowie mit Maximus dem Bekenner. Viele seiner Werke wurden in andere Sprachen übersetzt, darunter ins Englische, Griechische und Serbische.

## Veröffentlichungen (Auswahl)
Monographien
- Théologie de la maladie. Cerf, Paris 1991, ISBN 2204042900.
  - dt.: Krankheit und Heilung aus christlich-orthodoxer Sicht. Kloster des Hl. Hiob von Počaev, München 2013, ISBN 978-3-935217-48-4.
- La divinisation de l’homme selon saint Maxime le Confesseur. Éditions du Cerf, Paris 1996, ISBN 2-204-05249-3.
- Maxime le confesseur, médiateur entre l’Orient et l’Occident. Cerf, Paris 1998, ISBN 2-204-05949-8.
- Pour une éthique de la procréation. Éléments d’anthropologie patristique. Cerf, Paris 1998, ISBN 978-2204058582.
- La vie après la mort selon la tradition orthodoxe. Les éditions du Cerf, Paris 2001, ISBN 220406713X.
- Le starets Serge. Cerf, Paris 2004, ISBN 978-2204076241.
  - dt.: Starez Sergij. Kloster des Hl. Hiob von Počaev, München 2011, ISBN 978-3-9352173-61.
- Variations sur la charité. Les Éd. du Cerf, Paris 2007, ISBN 9782204084758.
- L’iconographe et l’artiste. Cerf, Paris 2008, ISBN 978-2204084765.
- La divinisation de l’homme selon saint Maxime le Confesseur. Éditions du Cerf, Paris 2009, ISBN 2-204-05249-3.
- La Théologie des énergies divines. Des origines à saint Jean Damascène. Éditions du Cerf, Paris 2010, ISBN 9782204090087.
- La vie sacramentelle. Éd. du Cerf, Paris 2014, ISBN 9782204102827.
- Les fondements spirituels de la crise écologique. Éditions des Syrtes, Genève (Suisse) DL 2018, ISBN 9782940523894.
- Qu’est-ce que la théologie ?. Numérique Premium 2022, ISBN 978-2940701377.
- Transfigurer le genre. Éditions des Syrtes, Genève 2023, ISBN 9782940701711.

Übersetzungen (Einleitung und Anmerkungen von Larchet, Übers. durch Vinel)
- mit Françoise Vinel (Hrsg.): Maxime le Confesseur: Questions à Thalassios. Tome I. Les éditions du Cerf, Paris 2010, ISBN 978-2-204-09385-9.
- mit Françoise Vinel (Hrsg.): Maxime le Confesseur: Questions à Thalassios. Tome II. Les éditions du Cerf, Paris 2012, ISBN 978-2-204-09932-5.
- mit Françoise Vinel (Hrsg.): Maxime le Confesseur: Questions à Thalassios. Tome III. Les éditions du Cerf, Paris 2015, ISBN 978-2-204-10765-5.

Weiteres
- Einführung zu Hl. Johannes vom Sinai: Leiter göttlichen Aufstiegs und geistiger Vervollkommnung. Edition Hagia Sophia, Wachtendonk 2025, ISBN 978-3-96321-205-5.